# Thrasops
Thrasops — рід змій родини полозових (Colubridae). Представники цього роду мешкають в Африці на південь від Сахари.

## Види
Рід Thrasops нараховує 4 види:
- Thrasops flavigularis (Hallowell, 1852)
- Thrasops jacksonii Günther, 1895
- Thrasops occidentalis Parker, 1940
- Thrasops schmidti Loveridge, 1936

## Етимологія
Наукова назва роду Thrasops походить від сполучення слів дав.-гр. θρασυς — відважний, сміливий і ωψ — зір, очі.